# Anders Ferbe
Tord Anders Ferbe, född 26 april 1954 i Huskvarna, är en svensk politiker (socialdemokrat) och tidigare fackföreningsledare, som från den 27 januari 2012 fram till den 19 maj 2017 var IF Metalls förbundsordförande. Han efterträddes på ordförandeposten av Marie Nilsson. Mellan 2006 och 2012 var Ferbe IF Metalls vice förbundsordförande.
Sedan den 1 januari 2019 är han socialdemokratisk politiker i Huddinge kommun, bland annat som andra vice ordförande i kommunens Gymnasie- och arbetsmarknadsnämnd och som ersättare i kommunfullmäktige.
Anders Ferbe utsågs i mars 2020 av regeringen till samordnare gällande coronavirusets effekter på näringslivet.